# خف السيدة التيبتي
خف السيدة التيبتي (الاسم العلمي:Cypripedium tibeticum) هو نوع من النباتات يتبع جنس خف السيدة من الفصيلة السحلبية.